# 立見天國
《立見天國》（阿拉伯語：الجنّة الآن），是一部2005年上演的巴勒斯坦電影，由Hany Abu-Assad執導，講述兩個巴勒斯坦青年在準備自殺式炸彈襲擊時發生的事。

## 獎項
- 獲提名第78屆奧斯卡金像獎最佳外語片
- 金球獎最佳外語片
- 第55屆柏林影展國際特赦組織電影獎

## 內容
Saïd（Kais Nashef飾）在車房認識了當地英雄的女兒Suha（Lubna Azabal飾）。Suha接受西方教育，認為和平手段可以解決問題。一日，以軍襲擊。Saïd和好友Khaled（阿里·蘇利曼飾）被反抗組織選派去自殺式炸彈襲擊。他們到了邊境的時候，遇到意外，兩人失散了。Khaled回到組織那邊，Saïd試圖繼續進行任務。Saïd最後下不了手，回到巴勒斯坦，他想盡辦法拆除炸彈卻拆不了。他遇到Suha，和她聊天時，道出了他的父親的事。另一邊廂，組織認為Saïd可能出賣組織。Khaled深信Saïd不會這樣做，四處尋找Saïd。
之後，兩人重新出發去以色列進行任務……

## 外部連結
- 互联网电影数据库（IMDb）上《立見天國》的资料（英文）
- 豆瓣电影上《立見天國》的資料 （简体中文）
- AllMovie上《立見天國》的资料（英文）